# Цветко Богуновић
Цветко Богуновић (звани Турчин) био је дубровачки трговац из друге половине 14. века, који је пословао на подручју српских земаља. Први пут се помиње у изворима из 1366. године, а сачуван је и његов тестамент из 1416. године. Породичне послове је наследио његов син Радослав, који је по очевом надимку био називан и Турчиновић.
Извори из Дубровачког архива бележе разне податке о пословању Цветка Богуновића (лат. Çuetcho Turçino Bogunouich или Zuetchus Turcin). У пословима на подручју Поповог поља (крај Требиња) био је 8. јануара 1371. године заступник (јемац) Градоју Трибутинићу (лат. Gradoe Tributinich или Gradoe Tributtino) властелину из Трнова у Босни, а у односу на захтев Дубровачке републике.
У приближно исто време (друга половина 14. века), деловали су и неки други дубровачки трговци који су се такође презивали Богуновићи, а међу су најпознатија два брата: Лаврентије и Сергије.

## Документи
- Утјех Вучковић из Загорја у Херцеговини, продаје робињу Тврдицу за десет дуката Цветку Богуновићу. Извор: HAD (Diversa Notariæ 11, fol. 73., 1. април 1373. године).[6]
- Суд позива Цветка Богуновића, у српском граду Сребрници (Стругари, Крагујевац), да врати дуг Дубровачкој републици.
 Извор: HAD (Lettere. Lev., fol. 96., 15. јануар 1376. године).[7]
- Суд позива Цветка Богуновића, у српском граду Сребрници (Стругари, Крагујевац), да врати дуг Дубровачкој републици.
 Извор: HAD (Lettere. Lev., fol. 96., 3. фебруар 1376. године).[7]
- Цветко Богуновић продаје робињу Годимилу, Фирентинцу настањеном у Падови.
 Извор: HAD (Liber dotium II, fol. 26., 12. август 1386. године).[8]